# Tmolo
En la mitología griega, Tmolo (en griego Τμῶλος) era el marido de Ónfale, reina de Lidia, a la que dejó el trono tras su muerte.
Algunas fuentes lo imaginan como hijo del dios Marte (Ares) y de una tal Teógone. Otras dicen que Tmolo fue padre, en su unión con la diosa Madre (Cíbele), del rey frigio Midas. Incluso otras aseguran que fue padre de Tántalo tras su unión con Pluto, una desconocida.

## Relación con el monte Tmolo
El monte Tmolo, situado en Lidia, habría sido nombrado con su nombre. Según Ovidio, Tmolo era también un ourea, dios primodial o demon que personificaba a esta montaña, quien habría servido de árbitro en el enfrentamiento musical entre los dioses Pan y Apolo ante el rey Midas, a quien Apolo le hizo crecer orejas de burro por quejarse de la derrota de su preferido Pan.
El Pseudo-Plutarco nos ofrece una versión tardía que sólo mantiene el autor. Dice que cerca del río Pactolo se encuentra el monte Tmolo, repleto de bestias salvajes, que antiguamente se llamaba Carmanorio. Tmolo, rey de Lidia, mientras cazaba sobre el Carmanorio, se enamoró apasionadamente de la hermosa ninfa virgen Arripe, que atendía a Artemisa. Tal fue el ardor de su amor que no siendo capaz de ganarla por medios justos, resolvió violarla por la fuerza. Ella, viendo que de otro modo no podría escapar a su furia, huyó al templo de Artemisa donde el tirano, despreciando todo sentimiento religioso, la violó. Tal fue la indignación y la infamia sentida, que la desdichada ninfa se ahorcó inmediatamente. Pero Artemisa no quiso pasar por alto un crimen tan grande, por lo que para vengarse del rey por su insolencia impía colocó un toro enloquecido en el templo de Artemisa. La bestia atacó a Tmolo, que fue lanzado por los aires, y cayó sobre estacas y piedras, terminando así sus días de tormento.
Teoclímeno, hijo de Tmolo, tan pronto como hubo enterrado a su padre cambió el nombre de la montaña y la llamó Tmolo, como su desdichado progenitor.